# Detlev von Liliencron
Le baron Friedrich Adolf Axel Detlev von Liliencron, né le 3 juin 1844 à Kiel et mort le 22 juillet 1909 à Alt-Rahlstedt (devenu en 1937 un quartier de Hambourg), est un poète et prosateur lyrique prussien.

## Biographie
Detlev von Liliencron est le fils du baron Louis von Liliencron, fonctionnaire des douanes danoises, et de son épouse, née Adeline von Harten. Il fait ses études à Erfurt et, après une courte carrière militaire dans la cavalerie prussienne, où il prend part à la guerre de 1866, à la guerre des Duchés et à la guerre franco-prussienne de 1870, il quitte l'armée, avec le rang de capitaine, en 1875.
Il voyage pendant deux ans en Amérique, où il gagne sa vie en tant que professeur de piano et d'allemand, puis se fixe à Kellinghusen dans le Holstein, où il demeure jusqu'en 1887. Il habite ensuite à Munich en 1890-1891, puis à Altona, où il se lie avec le poète Richard Dehmel (1863-1920) avant de s'installer à Alt-Rahstedt, aujourd'hui quartier de Hambourg. Il épouse en 1878 Hélène von Bodenhausen, mais le ménage se sépare un an plus tard, séparation définitive en 1885. Il vit avec Augusta Brand, puis épouse une fille de paysans, Anna Micheel, en 1899.
Liliencron publie ses premiers poèmes en 1883, Adjutantenritte und andere Geschichte, qui brise les conventions du genre, suivis de drames théâtraux qui ne rencontrent pas de succès. Il publie encore des nouvelles, comme Eine Sommerschlacht (1886) et Breide Hummelsbüttel (1887), Unter flatternden Fahnen (1888), Der Mäcen (1889), Krieg und Frieden (1891). Mais c'est surtout avec sa poésie lyrique qu'il atteint la renommée, comme avec Der Heidegänger und andere Gedichte (1890), Bunte Beute (1893) et son Poggfred (1896, 1903) plein d'humour.
L'empereur Guillaume II lui fait verser une pension annuelle de 2 000 marks à partir de 1901, ce qui allège ses ennuis financiers. Il reçoit son Festschrift pour son soixantième anniversaire en 1904, auquel participent les écrivains allemands et autrichiens de renom de l'époque et il est alors un écrivain réputé. Il publie un roman autobiographique en 1908 Leben und Lügen et il est fait docteur honoris causa de l'université de Kiel, en 1909, avant de mourir de pneumonie la même année, après avoir fait un voyage sur les lieux de bataille de la guerre franco-prussienne.
Il est enterré au cimetière évangélique de Rahlstedt.